# Patrimoni dell'umanità della Thailandia
I patrimoni dell'umanità della Thailandia sono i siti dichiarati dall'UNESCO come patrimonio dell'umanità in Thailandia, che è divenuta parte contraente della Convenzione sul patrimonio dell'umanità il 17 settembre 1987.
Al 2024 i siti iscritti nella Lista dei patrimoni dell'umanità sono otto, mentre sei sono le candidature per nuove iscrizioni. I primi tre siti iscritti nella lista sono stati nel 1991 la città storica di Ayutthaya, la città storica di Sukhothai e città storiche associate e i santuari della vita selvatica di Thungyai-Huai Kha Khaeng, durante la quindicesima sessione del comitato del patrimonio mondiale. Gli altri siti furono aggiunti nel 1992, 2005, 2021, 2023 e 2024. Cinque siti sono considerati culturali, secondo i criteri di selezione, e tre naturali.

## Siti del Patrimonio mondiale
| Foto | Sito                                                                                | Luogo | Tipo                       | Anno | Descrizione |
| ---- | ----------------------------------------------------------------------------------- | --- | -------------------------- | ---- | --- |
|      | Città storica di Ayutthaya                                                          | Ayutthaya | Culturale (576; iii)       | 1991 | Fondata intorno al 1350, Ayutthaya divenne la seconda capitale siamese dopo Sukhothai. Fu distrutta dai birmani nel XVIII secolo. I suoi resti, caratterizzati dalle prang (torri reliquiari) e dai giganteschi monasteri, danno un'idea del suo antico splendore. |
|      | Città storica di Sukhothai e città storiche associate                               | Kamphaeng Phet, Si Satchanalai, Sukhothai | Culturale (574; i, iii)    | 1991 | Sukhothai fu la capitale del primo regno del Siam nel XIII e XIV secolo. Ha una serie di bei monumenti, che illustrano gli inizi dell'architettura siamese. La grande civiltà che si è evoluta nel Regno di Sukhothai ha assorbito numerose influenze e antiche tradizioni locali; la rapida assimilazione di tutti questi elementi ha forgiato quello che è conosciuto come lo "stile Sukhothai". All'antica capitale sono associate anche le città storiche di Si Satchanalai e Kamphaeng Phet. |
|      | Santuari della vita selvatica di Thungyai-Huai Kha Khaeng                           | Provincia di Kanchanaburi, Provincia di Tak, Provincia di Uthai Thani                                                                                   | Naturale (591; vii, ix, x) | 1991 | Estesi su oltre 600 000 ettari lungo il confine con la Birmania, i santuari, che sono relativamente intatti, contengono esempi di quasi tutti i tipi di foresta del sud-est asiatico continentale. Ospitano una gamma molto diversificata di animali, tra cui il 77% dei grandi mammiferi (in particolare elefanti e tigri), il 50% dei grandi uccelli e il 33% dei vertebrati terrestri che si trovano in questa regione. |
|      | Sito archeologico di Ban Chiang                                                     | Ban Chiang | Culturale (575; iii)       | 1992 | Ban Chiang è considerato il più importante insediamento preistorico finora scoperto nel sud-est asiatico. Segna una tappa importante nell'evoluzione culturale, sociale e tecnologica dell'uomo. Il sito presenta le prime testimonianze dell'agricoltura nella regione e della lavorazione e dell'uso dei metalli. |
|      | Complesso forestale di Dong Phayayen-Khao Yai                                       | Provincia di Buri Ram, Provincia di Nakhon Nayok, Provincia di Nakhon Ratchasima, Provincia di Prachinburi, Provincia di Sa Kaeo, Provincia di Saraburi | Naturale (590; x)          | 2005 | Il complesso forestale Dong Phayayen-Khao Yai si estende per 230 km tra il Parco nazionale di Ta Phraya al confine cambogiano a est e il Parco nazionale di Khao Yai a ovest. Il sito ospita più di 800 specie di fauna, tra cui 112 specie di mammiferi (tra cui due specie di gibboni), 392 specie di uccelli e 200 specie di rettili e anfibi. È importante a livello internazionale per la conservazione delle specie di mammiferi, uccelli e rettili minacciati e minacciati a livello globale, tra cui 19 vulnerabili, quattro in pericolo e uno in grave pericolo. L'area contiene notevoli e importanti ecosistemi forestali tropicali, che possono fornire un habitat vitale per la sopravvivenza a lungo termine di queste specie. |
|      | Complesso forestale di Kaeng Krachan                                                | Provincia di Phetchaburi, Provincia di Prachuap Khiri Khan, Provincia di Ratchaburi                                                                     | Naturale (1461; x)         | 2021 | Il sito si trova lungo il lato thailandese della catena montuosa del Tenasserim, parte di un crinale montuoso nord-sud di granito e calcare che scende lungo la penisola malese. Situata all'incrocio tra i regni faunistici e floreali dell'Himalaya, dell'Indocina e di Sumatra, la proprietà ospita una ricca biodiversità. È dominato da foreste sempreverdi semi-sempreverdi/secche e sempreverdi umide con alcune foreste miste di latifoglie, foreste montane e foreste decidue di dipterocarpi. Nella proprietà sono state segnalate numerose specie di piante endemiche e in pericolo di estinzione, che si sovrappongono a due Important Bird Area (IBA) ed è nota per la sua ricca diversità di avifauna, tra cui otto specie minacciate a livello globale. |
|      | Antica città di Si Thep e suoi monumenti Dvaravati associati                        | Si Thep | Culturale (1662; ii, iii)  | 2023 | Si tratta di un sito seriale composto da tre parti componenti: un caratteristico insediamento di abitati gemelli, caratterizzato da una città interna e una esterna circondate da fossati; l'imponente monumento di Khao Klang Nok; e l'antico monumento della grotta di Khao Thamorrat. Insieme, questi siti rappresentano l'architettura, le tradizioni artistiche e la diversità religiosa dell'Impero Dvaravati che prosperò nella Thailandia centrale dal VI al X secolo, dimostrando le influenze dell'India. L'adattamento locale di queste tradizioni ha portato a una tradizione artistica distintiva conosciuta come la Scuola d'arte di Si Thep che in seguito ha influenzato altre civiltà nel sud-est asiatico. |
|      | Phu Phrabat, testimonianza della tradizione delle pietre Sīma del periodo Dvaravati | Distretto di Ban Phue | Culturale (1507; iii, v)   | 2024 | Il sito illustra la tradizione della pietra Sīma del periodo Dvaravati (VII-XI secolo d.C.). Mentre i simboli di confine sacri per le aree della pratica monastica buddista Theravada variano nei materiali, un ampio uso di pietre si trova solo nella regione dell'altopiano di Khorat nel Sud-est asiatico. L'arrivo del Buddismo nel VII secolo portò a un aumento dell'erezione di pietre Sīma in tutta la regione per oltre quattro secoli. L'area del monte Phu Phrabat conserva la più grande concentrazione al mondo di pietre Sīma in situ del periodo Dvaravati, a testimonianza della tradizione che un tempo prevaleva nella regione. La scala della costruzione della pietra Sīma e della modifica del rifugio sotto roccia ha trasformato il paesaggio naturale in un centro religioso, e le pitture rupestri sulle superfici di 47 rifugi rupestri sono la prova fisica dell'occupazione umana nel corso di due millenni. |

## Siti candidati
| Foto | Sito                                                                        | Luogo                                                            | Tipo                             | Anno       | Descrizione |
| ---- | --------------------------------------------------------------------------- | ---------------------------------------------------------------- | -------------------------------- | ---------- | --- |
|      | Wat Phra Mahathat Woramahawihan, Nakhon Si Thammarat                        | Nakhon Si Thammarat                                              | Culturale (5752; i, ii, vi)      | 28/08/2012 | Wat Phra Mahathat Woramahawihan divenne il tempio principale di Nakhon Si Thammarat, la capitale di Tambralinga dall'inizio del XIII alla metà del XIV secolo d.C. Lo stupa principale, Phra Borommathat Chedi, fu costruito all'inizio del XIII secolo. Questo gigantesco stupa a forma di campana è la struttura principale del tempio poiché si afferma che le reliquie del Buddha sono contenute all'interno, e quindi diventa un luogo sacro per i buddisti e rende il sito come una delle sedi più importanti del buddismo theravada. |
|      | Monumenti, siti e paesaggio culturale di Chiang Mai, capitale di Lanna      | Chiang Mai                                                       | Culturale (6003; i, ii, iii, vi) | 09/02/2015 | Le componenti del sito seriale, raggruppate in 6 gruppi, sono le prove tangibili che mostrano collettivamente gli eccezionali valori universali di Chiang Mai, capitale di Lanna. Collettivamente definiscono e mostrano gli eccezionali valori universali di Chiang Mai, costruita nel XIII secolo ma sopravvissuta alla sua storia lunga e talvolta turbolenta e sostenuta in modo significativo, in forme tangibili e intangibili, fino ad oggi.                                                                                         |
|      | Phra That Phanom, i suoi edifici storici correlati e il paesaggio associato | That Phanom                                                      | Culturale (6183; i, ii, vi)      | 02/02/2017 | La gente della regione ritiene che Phra That Phanom sia stato costruito dal monaco Maha Kassapa, un discepolo del Buddha, per custodire le reliquie dello sterno del Buddha 8 anni dopo il raggiungimento del Nirvana. Questo stupa è considerato il più antico reliquiario del Buddha nel nord-est della Thailandia e nel medio bacino del fiume Mekong. Nel corso dei millenni, Phra That Phanom è stato fermamente venerato dalle popolazioni multietniche e multinazionali che venivano da tutte le direzioni della regione.            |
|      | Insieme dei santuari di Phanom Rung, Muang Tam e Plai Bat                   | Provincia di Buri Ram                                            | Culturale (6401; iii, iv, v)     | 11/04/2019 | Il santuario di Phanom Rung, la torre sacra di Plai Bat e il tempio di Muang Tam sono un complesso unico di strutture angkoriane che, con i relativi baray e sistemi di controllo dell'acqua, riflettono aspetti eccezionali di architettura, ingegneria, arte, artigianato qualificato, costruzione in pietra e costruzioni in mattoni, irrigazione, astronomia universale, governo e teologia, paesaggio, insediamento umano e uso del suolo.                                                                                             |
|      | Riserve naturali del Mare delle Andamane in Thailandia                      | Provincia di Phang Nga, Provincia di Phuket, Provincia di Ranong | Naturale (6573; vii, ix, x)      | 18/12/2021 | L'area si trova lungo le coste thailandesi del Mare delle Andamane, comprende sei parchi nazionali e un'area di conservazione delle mangrovie. Vi sono diversi tipi di ecosistemi, oltre alle mangrovie vi sono foreste tropicali di sempreverdi, rilievi carsici, spiagge sabbiose, fondali marini ricoperti di alghe, le più preservate barriere coralline del Paese e isole lontane dalla costa che presentano specie vegetali e animali tra le più rappresentative dell'Oceano Indiano.                                                 |